# Бексбах
Бексбах (нім. Bexbach) — місто в Німеччині, знаходиться в землі Саар. Входить до складу району Саарпфальц.
Площа — 31,08 км2. Населення становить 17 482 ос. (станом на 31 грудня 2021).